# World Masters Games

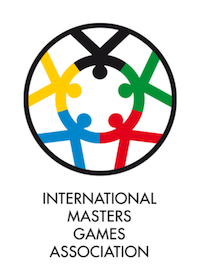
Logoyp för International Masters Games Association

World Masters Games  World Masters Games (WMG) är möten och tävlingar mellan idrottare och äger rum utan åtskillnad mellan amatörer och proffs. Alla välkända sporter tävlas i. Registreringen är individuell och teoretiskt sett kan vem som helst delta i spelen. Villkoren är: registrerad klubbmedlemskap i den aktuella idrotten och i det land som deltagaren tävlar för, och att deltagaravgiften är betald. Naturligtvis finns det två grundläggande kategorier: kvinnor och män, och deltagandet begränsas delvis endast av ålder. Det finns ingen övre åldersgräns. Det finns naturligtvis två grundläggande kategorier: kvinnor och män, och deltagandet begränsas delvis bara av ålder. Det finns ingen övre åldersgräns. Vanligtvis deltar flera tusen idrottare (antalet deltagare är inte begränsat på något sätt). Länderna i spelen representeras inte av några delegater, utan endast av tävlande. Spelen hålls regelbundet vart fjärde år. De första världsmästerskapen ägde rum i Kanada, de andra spelen i Danmark.

## Historik
World Masters Games går tillbaka till 1985 och hålls vart fjärde år. Fram till 1998 var WMG en del av GAISF, och sedan 2000 har de varit centralt organiserade under IMGA:s paraply i Schweiz. Vem som helst kan delta i spelen, beroende på ålder och typ av sport. Idrottare behöver inte kvalificera sig för att delta, vilket är anledningen till att WMG har blivit det största idrottsevenemanget i sitt slag, ett evenemang som har överträffat de olympiska spelen flera gånger när det gäller antalet deltagare. Antalet discipliner har vuxit med tiden och idag kan idrottare tävla i alla 53 sporter: friidrott, badminton, basket, bowling, cykling, fotboll, golf, simning, tyngdlyftning, fäktning, skytte, squash, tennis och bordtennis, triathlon med mera. År 2010 lades även vinterspelen till, som ägde rum i staden Bled, Slovenien. Idrottarna delas in i olika ålderskategorier, till exempel: 30:39, 50:59 eller 40:44 eller 60+. Den maximala åldern har ingen gräns. Den första WMG ägde rum 1985 i Kanada i staden Toronto.
Den andra WMG hölls 1989 i Danmark på Jylland och ur organisatorisk synvinkel delades WMG upp i tre mindre städer: Århus, Ålborg och Herning och varades från 22 juli till 6 augusti. Några länder representerades i olika grenar av kända idrottare och tidigre proffs, däribland mälvaktern Ronnie Hellström, speedwaylegenden Ole Olsen, världmästare på cykel Leif Mortensen, cyklisten och olympiern från olympiska sommarspelen 1956 i Melbourne och den åttafaldige världsmästaren Jiří Opavský Petr Bauer från Schweiz.
Den tredje WMG 1993 var tänkt att vara i Minneapolis, Minnesota, USA. På grund av oförutsedda omständigheter avstod Minneapolis från spelen och i början av 1992 började sökandet efter en ersättare runt om i världen. Brisbane var värd för de mycket framgångsrika Australian Masters Games 1991 (6 500 deltagare), och med godkännande av delstaten Queensland skickade kommunfullmäktige en önskan till det danska idrottsförbundet och den danska olympiska kommittén om att vara värd för WMG 1994. Danskarna föreslog att möten för alla internationella idrottsförbund skulle hållas i Monte Carlo i Monaco, inklusive GAISF och WMGIBG. Den 9 december 1992 gick alla 45 delegater förbehållslöst med på att staden Brisbane skulle stå som värd för WMG 1994. Detta var anledningen till att fyraårsperioden inte upfylldes och att den tredje WMG hölls då efter fem år.

## Värdländer och värdstäder[2]
1. 1985 Toronto, Kanada från 7 augusti till 25 augusti. Det tävlades i 22 grenar och deltog 8 305 idrottare.
2. 1989 Århus, Ålborg och Herning i Danmark från 22 juli till 6 augusti. Anmälda var 7 844 idrottare från 76 länder. Det tävlades i 42 olika grenar och till slut deltag 5 479 idrottare i spelen. Simning hade den största representationen med 3 810 simmare i olika simgrenar.
3. 1994 Brisbane, Australien Från den 27 september till den 8 oktober och tävlade 24 500 deltagare i 30 grenar.
4. 1998 Portland, USA från 9 augusti till 22 augusti. 28 grenar och 11 400 idrottare.
5. 2002 Melbourne, Australien från 5 oktober till 13 oktober, 26 grenar och 24 886 idrottare.
6. 2005 Edmonton, Kanada, 22 juli - 31 juli, 27 grenar, 21 600 idrottare.
7. 2009 Sydney, Australien från 10 oktober till 18 oktober i 28 grenar med ett rekorddeltagande på 28 676 idrottare.
8. 2013 Torino i Italien från 2 augusti till 11 augusti i 26 grenar, med 19 325 deltagande.
9. 2017 Auckland, Nya Zeeland från 21 april till 30 april. 24 905 idrottare deltog i spelen.
10. 2025 Taipei (Nya Taipei City) i Taiwan

## Vinterspel, Winter Games[3]
1. 2010 Bled i Slovenien från 25. januari till 31. januari, 6 grenar med 2 812 idrottsmän
2. 2015 Québec i Kanada från 31. januari till 8. februari, 9 grenar och deltagit 1 500 tävlande
3. 2020 Innsbruck i Österrike.
4. 2024 Lombardiet i Italien från 12. januari till 21. januari.

## Sporter, discipliner
- backhoppning
- badmington
- basketbal
- biathlon
- bordtennis
- bowling
- cricket
- curling
- cykling
- cykling bana
- boxning
- dans (sportig)
- dykning
- floorball
- friidrott
- fotboll
- fäktning
- landhockey
- längskidor
- längdskridskor (inkl. short track)
- golf
- gymnastik
- gång
- handboll
- ishockey
- kanot
- konstsimning
- nordisk kombination
- hästridding
- taekwondo (båda)
- tennis
- triathlon
- tyngdlyftning (inkl. styrkelyft)
- rodd
- skytte
- kajak
- simmning distans
- simning synkroniserad
- simning med fena
- skidåkning
- speedway
- vattenskidor

## Ålder kategori
Det finns lite olika ålderskategorier inom olika sporter, vissa är för individuella sporter och andra inom gruppsporter, såsom basket, fotboll, handboll etc. Ålderskategorier kan justeras av arrangören efter behov, till exempel: för ett stort antal startande i kategorin 30 till 39 och 40 till 49 är kategorin uppdelad i två ålder: från 30 till 34 och från 35 till och med 39, från 40 till 44 och från 45 till och med 49 osv. Vid stort deltagande (som i Sydney 2009 med totalt 28 676 anmälningar !) minskade åldersskillnaderna ytterligare inom vissa discipliner. Vid några matcher och för vissa grenar fick också ålderskategorin 25 till och med 29 år delta. Taekwondo har för både män och kvinnor andra ålderskategorier i båda grenar.
Standard ålders kategori: 25+, 30+, 40+, 50+, 60+, 70+, 80+
Modifierade är: 30:34, 35:39, 40:44, 45:49, 50:54, 55:59, 60:64, 65:69, 70:74, 75:79, 80:84, 85:89, 90+
Taekwondo sparring (kyorugi) 35+, 41+, övningar (poomsae) 35+, 41+, 51+, 61+

## 1989 Aarhus cykling: landsväg och bancykling (velodrom)

### Landsväg 120km: start efter ålderskategorier
| resultat | namn              | tid     | status        | land          | föd  | start nr. | andra tävlingsresultat |
| -------- | ----------------- | ------- | ------------- | ------------- | ---- | --------- | --- |
| 1        | Huisjs Geri Jan   | 2:55:50 | prof. 1977    | Nederländerna | 1951 | 2829      | 1974 Hol. representant runt DDR. Vinnare av flera etapper i Tour de la Somme 1977, 1978 med flera.                                                               |
| 2        | Cutting H.W. Skip | 2:58:35 | amatör        | USA           | 1946 | 2832      | deltagare på OS v 1964, 1968, världsmästare i St. Johann1987. |
| 3        | Croezen Jan       | 3:01:05 | amatör        | Nederländerna | 1947 | 2830      | världsmästare 2024 på 56. MS i St. Johann i ålderskat. 75-80, |
| 4        | Verner Blaudzun   | 3:01:20 | amatör och OS | Danmark       | 1946 | 2827      | deltagare på OS från år 1968 till 1980, OS brons i lagtempo, Montreal 1976,                                                                                      |
| 5        | Chlumsky Jaroslav | 3:07:20 | amatör        | Sverige       | 1945 | 2841      | tävlade på landsväg och i bancykling för Tjeckoslovakien , senare i och för Sverige. Tävlade på velodrom i Ordrup och Forum, Danmark.                            |
| 6        | Mortensen Leif    | 3:07:35 | prof. 1970    | Danmark       | 1946 | 2936      | amatör OS silver 1968 i Mexiko. Världsmästare1969 i Brno CS. 1970 professionell VM silver i Leicester GB, tredje placering Paris-Nice, 6. placering på TdF 1971. |
| 7        | Gläser Werner     | 3:09:20 | amatör        | Östtyskland   | 1948 | 2843      | [ 7 ] |
| 8        | Badziag Feliks    | 3:09:25 | amatör        | Östtyskland   | 1948 | 2847      | [ 8 ] |
| 9        | Olsen Ole         | 3:10:20 | amatör        | Danmark       |      | 2818      | |
| 10       | Hansen Svend Erik | 3:10:30 | amatör        | Danmark       | 1943 | 2830      | |

### Landsväg 80km: start efter ålderskategori
| resultat | namn               | tid     | status | land    | föd  | start nr. | andra tävlingsresultat                                                      |
| -------- | ------------------ | ------- | ------ | ------- | ---- | --------- | --------------------------------------------------------------------------- |
| 1        | Jiří Opavský       | 2:01:10 | amatör | Sverige | 1931 | 11938     | niofaldige ČSR mästare, ottafaldige vinnare på VM i St. Johann i Österreich |
| 2        | Merten Francois G. | 2:04:05 | amatör | USA     | 1936 | 22002     |                                                                             |
| 3        | Berthelsen Elmar   | 2:06:10 | amatör | Kanada  | 1937 | 13611     |                                                                             |

### Bancykling: 1000m (kilometr) med stillastående start
| resultat | namn         | tid | status | land    | föd  | start nr. | andra tävlingsresultat |
| -------- | ------------ | --- | ------ | ------- | ---- | --------- | --- |
| 1        | Jiří Opavský |     | amatör | Sverige | 1931 |           | deltagare på OS i Melbourne, niofaldige CSR mästare i förföljelse lopp, åttafaldige vinnare på VM i St. Johann, Österreich |

### Bancykling: sprint
| resultat | namn         | tid | status | land    | föd  | start nr. | andra tävlingsresultat |
| -------- | ------------ | --- | ------ | ------- | ---- | --------- | --- |
| 1        | Jiří Opavský |     | amatör | Sverige | 1931 |           | deltagare på OS i Melbourne 1956, niofaldige CSR mästare i förföljelse lopp, I Sverige 14 gånger vinnare på landsväg och 16 gånger vinnare i tempolopp (mix.) |